# ふうき豆
ふうき豆（ふうきまめ）は、豆菓子の一種。山形県山形市の郷土菓子として知られる。

## 概要
アオエンドウの豆を蒸かして皮を取り、砂糖で甘く炊いた菓子。
製造過程で豆を「蒸かす」、「ふく」ことから「ふき豆」となり、やがて「ふうき豆」と呼ばれるようになった。商品名とする際、縁起をかついで「富（冨）」「貴」の字を当てたことから、富貴豆、冨貴豆といった表記も存在する。

## 歴史
明治時代後期、山形市にあった髪結い床の主人が、客の待ち時間にお茶請けとして出した菓子が発祥とされる。同店はそれが評判となり菓子舗「まめや」に転業した。以後、山形市内の他の菓子店でも生産され、山形銘菓として知られるようになった。
現在では、まめやのほか、でん六、長榮堂、山田家、杵屋本店、十一屋などで製造・販売されている。